# MaMaSé! (single)
MaMaSé! is de lead single en tweede single van het album MaMaSé! van de meidengroep K3. De single kwam uit op 19 oktober 2009 en dit is de eerste single van de K3 formatie: Karen, Kristel en Josje.

## Originele versie
MaMaSé! stond 22 weken in de Nederlandse Single Top 100, waarvan 6 weken op positie nummer 1. In België stond hij 15 weken in de Ultratop 50, waarvan 7 weken op positie nummer 1. Hiermee hadden de meisjes hun vierde nummer 1-hit te pakken. MaMaSé! is de eerste single samen met Josje Huisman. 

### Cd-single

#### Tracklist
1. MaMaSe! (3:55)
2. MaMaSe! (Instrumentaal) (3:55)

#### Hitnotering
| "MaMaSé!" in de Nederlandse Top 40 - binnen: 17-10-2009 | "MaMaSé!" in de Nederlandse Top 40 - binnen: 17-10-2009 | "MaMaSé!" in de Nederlandse Top 40 - binnen: 17-10-2009 | "MaMaSé!" in de Nederlandse Top 40 - binnen: 17-10-2009 | "MaMaSé!" in de Nederlandse Top 40 - binnen: 17-10-2009 | "MaMaSé!" in de Nederlandse Top 40 - binnen: 17-10-2009 | "MaMaSé!" in de Nederlandse Top 40 - binnen: 17-10-2009 | "MaMaSé!" in de Nederlandse Top 40 - binnen: 17-10-2009 | "MaMaSé!" in de Nederlandse Top 40 - binnen: 17-10-2009 | "MaMaSé!" in de Nederlandse Top 40 - binnen: 17-10-2009 | "MaMaSé!" in de Nederlandse Top 40 - binnen: 17-10-2009 | "MaMaSé!" in de Nederlandse Top 40 - binnen: 17-10-2009 |
| Week                                                    | 1                                                       | 2                                                       | 3                                                       | 4                                                       | 5                                                       | 6                                                       | 7                                                       | 8                                                       | 9                                                       | 10                                                      |                                                         |
| ------------------------------------------------------- | ------------------------------------------------------- | ------------------------------------------------------- | ------------------------------------------------------- | ------------------------------------------------------- | ------------------------------------------------------- | ------------------------------------------------------- | ------------------------------------------------------- | ------------------------------------------------------- | ------------------------------------------------------- | ------------------------------------------------------- | ------------------------------------------------------- |
| Nummer                                                  | 10                                                      | 7                                                       | 2                                                       | 2                                                       | 2                                                       | 3                                                       | 12                                                      | 15                                                      | 20                                                      | 34                                                      | uit                                                     |

| "MaMaSé!" in de Nederlandse Single Top 100 - binnen: 10-10-2009/Laatste Notering 06-03-2010 | "MaMaSé!" in de Nederlandse Single Top 100 - binnen: 10-10-2009/Laatste Notering 06-03-2010 | "MaMaSé!" in de Nederlandse Single Top 100 - binnen: 10-10-2009/Laatste Notering 06-03-2010 | "MaMaSé!" in de Nederlandse Single Top 100 - binnen: 10-10-2009/Laatste Notering 06-03-2010 | "MaMaSé!" in de Nederlandse Single Top 100 - binnen: 10-10-2009/Laatste Notering 06-03-2010 | "MaMaSé!" in de Nederlandse Single Top 100 - binnen: 10-10-2009/Laatste Notering 06-03-2010 | "MaMaSé!" in de Nederlandse Single Top 100 - binnen: 10-10-2009/Laatste Notering 06-03-2010 | "MaMaSé!" in de Nederlandse Single Top 100 - binnen: 10-10-2009/Laatste Notering 06-03-2010 | "MaMaSé!" in de Nederlandse Single Top 100 - binnen: 10-10-2009/Laatste Notering 06-03-2010 | "MaMaSé!" in de Nederlandse Single Top 100 - binnen: 10-10-2009/Laatste Notering 06-03-2010 | "MaMaSé!" in de Nederlandse Single Top 100 - binnen: 10-10-2009/Laatste Notering 06-03-2010 | "MaMaSé!" in de Nederlandse Single Top 100 - binnen: 10-10-2009/Laatste Notering 06-03-2010 | "MaMaSé!" in de Nederlandse Single Top 100 - binnen: 10-10-2009/Laatste Notering 06-03-2010 | "MaMaSé!" in de Nederlandse Single Top 100 - binnen: 10-10-2009/Laatste Notering 06-03-2010 | "MaMaSé!" in de Nederlandse Single Top 100 - binnen: 10-10-2009/Laatste Notering 06-03-2010 | "MaMaSé!" in de Nederlandse Single Top 100 - binnen: 10-10-2009/Laatste Notering 06-03-2010 | "MaMaSé!" in de Nederlandse Single Top 100 - binnen: 10-10-2009/Laatste Notering 06-03-2010 | "MaMaSé!" in de Nederlandse Single Top 100 - binnen: 10-10-2009/Laatste Notering 06-03-2010 | "MaMaSé!" in de Nederlandse Single Top 100 - binnen: 10-10-2009/Laatste Notering 06-03-2010 | "MaMaSé!" in de Nederlandse Single Top 100 - binnen: 10-10-2009/Laatste Notering 06-03-2010 | "MaMaSé!" in de Nederlandse Single Top 100 - binnen: 10-10-2009/Laatste Notering 06-03-2010 | "MaMaSé!" in de Nederlandse Single Top 100 - binnen: 10-10-2009/Laatste Notering 06-03-2010 | "MaMaSé!" in de Nederlandse Single Top 100 - binnen: 10-10-2009/Laatste Notering 06-03-2010 | "MaMaSé!" in de Nederlandse Single Top 100 - binnen: 10-10-2009/Laatste Notering 06-03-2010 |
| Week                                                                                        | 1                                                                                           | 2                                                                                           | 3                                                                                           | 4                                                                                           | 5                                                                                           | 6                                                                                           | 7                                                                                           | 8                                                                                           | 9                                                                                           | 10                                                                                          | 11                                                                                          | 12                                                                                          | 13                                                                                          | 14                                                                                          | 15                                                                                          | 16                                                                                          | 17                                                                                          | 18                                                                                          | 19                                                                                          | 20                                                                                          | 21                                                                                          | 22                                                                                          |                                                                                             |
| ------------------------------------------------------------------------------------------- | ------------------------------------------------------------------------------------------- | ------------------------------------------------------------------------------------------- | ------------------------------------------------------------------------------------------- | ------------------------------------------------------------------------------------------- | ------------------------------------------------------------------------------------------- | ------------------------------------------------------------------------------------------- | ------------------------------------------------------------------------------------------- | ------------------------------------------------------------------------------------------- | ------------------------------------------------------------------------------------------- | ------------------------------------------------------------------------------------------- | ------------------------------------------------------------------------------------------- | ------------------------------------------------------------------------------------------- | ------------------------------------------------------------------------------------------- | ------------------------------------------------------------------------------------------- | ------------------------------------------------------------------------------------------- | ------------------------------------------------------------------------------------------- | ------------------------------------------------------------------------------------------- | ------------------------------------------------------------------------------------------- | ------------------------------------------------------------------------------------------- | ------------------------------------------------------------------------------------------- | ------------------------------------------------------------------------------------------- | ------------------------------------------------------------------------------------------- | ------------------------------------------------------------------------------------------- |
| Nummer                                                                                      | 5                                                                                           | 1                                                                                           | 1                                                                                           | 1                                                                                           | 1                                                                                           | 1                                                                                           | 1                                                                                           | 2                                                                                           | 2                                                                                           | 6                                                                                           | 18                                                                                          | 24                                                                                          | 30                                                                                          | 19                                                                                          | 35                                                                                          | 36                                                                                          | 35                                                                                          | 57                                                                                          | 57                                                                                          | 61                                                                                          | 52                                                                                          | 74                                                                                          | uit                                                                                         |

| "MaMaSé!" in de Vlaamse Ultratop 50 - binnen: 10-10-2009/Laatste Notering 16-01-2010 | "MaMaSé!" in de Vlaamse Ultratop 50 - binnen: 10-10-2009/Laatste Notering 16-01-2010 | "MaMaSé!" in de Vlaamse Ultratop 50 - binnen: 10-10-2009/Laatste Notering 16-01-2010 | "MaMaSé!" in de Vlaamse Ultratop 50 - binnen: 10-10-2009/Laatste Notering 16-01-2010 | "MaMaSé!" in de Vlaamse Ultratop 50 - binnen: 10-10-2009/Laatste Notering 16-01-2010 | "MaMaSé!" in de Vlaamse Ultratop 50 - binnen: 10-10-2009/Laatste Notering 16-01-2010 | "MaMaSé!" in de Vlaamse Ultratop 50 - binnen: 10-10-2009/Laatste Notering 16-01-2010 | "MaMaSé!" in de Vlaamse Ultratop 50 - binnen: 10-10-2009/Laatste Notering 16-01-2010 | "MaMaSé!" in de Vlaamse Ultratop 50 - binnen: 10-10-2009/Laatste Notering 16-01-2010 | "MaMaSé!" in de Vlaamse Ultratop 50 - binnen: 10-10-2009/Laatste Notering 16-01-2010 | "MaMaSé!" in de Vlaamse Ultratop 50 - binnen: 10-10-2009/Laatste Notering 16-01-2010 | "MaMaSé!" in de Vlaamse Ultratop 50 - binnen: 10-10-2009/Laatste Notering 16-01-2010 | "MaMaSé!" in de Vlaamse Ultratop 50 - binnen: 10-10-2009/Laatste Notering 16-01-2010 | "MaMaSé!" in de Vlaamse Ultratop 50 - binnen: 10-10-2009/Laatste Notering 16-01-2010 | "MaMaSé!" in de Vlaamse Ultratop 50 - binnen: 10-10-2009/Laatste Notering 16-01-2010 | "MaMaSé!" in de Vlaamse Ultratop 50 - binnen: 10-10-2009/Laatste Notering 16-01-2010 | "MaMaSé!" in de Vlaamse Ultratop 50 - binnen: 10-10-2009/Laatste Notering 16-01-2010 |
| Week                                                                                 | 1                                                                                    | 2                                                                                    | 3                                                                                    | 4                                                                                    | 5                                                                                    | 6                                                                                    | 7                                                                                    | 8                                                                                    | 9                                                                                    | 10                                                                                   | 11                                                                                   | 12                                                                                   | 13                                                                                   | 14                                                                                   | 15                                                                                   |                                                                                      |
| ------------------------------------------------------------------------------------ | ------------------------------------------------------------------------------------ | ------------------------------------------------------------------------------------ | ------------------------------------------------------------------------------------ | ------------------------------------------------------------------------------------ | ------------------------------------------------------------------------------------ | ------------------------------------------------------------------------------------ | ------------------------------------------------------------------------------------ | ------------------------------------------------------------------------------------ | ------------------------------------------------------------------------------------ | ------------------------------------------------------------------------------------ | ------------------------------------------------------------------------------------ | ------------------------------------------------------------------------------------ | ------------------------------------------------------------------------------------ | ------------------------------------------------------------------------------------ | ------------------------------------------------------------------------------------ | ------------------------------------------------------------------------------------ |
| Nummer                                                                               | 3                                                                                    | 1                                                                                    | 1                                                                                    | 1                                                                                    | 1                                                                                    | 1                                                                                    | 1                                                                                    | 1                                                                                    | 10                                                                                   | 6                                                                                    | 22                                                                                   | 33                                                                                   | 24                                                                                   | 27                                                                                   | 47                                                                                   | uit                                                                                  |

### Videoclip
Er zijn 2 versies van de videoclip, 1 versie met alle kandidaten en K2 en de uiteindelijke versie met Josje als officieel lid. De clip werd al tijdens de K3 opleiding van K2 zoekt K3 gefilmd en introduceert het iconische regenboogjurkje.

## Covers

### HKM Versie
MaMaSé! is de eerste promotiesingle en overall derde single van het debut album 10.000 luchtballonnen! van de meidengroep K3 in de bezetting met Hanne, Marthe en Klaasje. De single en videoclip kwam uit op 18 maart 2016. De single kwam alleen digitaal uit.

#### Tracklist
1. MaMaSe! (3:47)

#### Videoclip
De videoclip kwam uit op 18 maart, ter promotie van een nieuw K3 jurkje. De nieuwe K3 meisjes zijn in een donkere setting te zien, waarin de camera om hen heen draait en de focus vooral op de meiden en het nieuwe jurkje ligt.